# Piazza telematica
 (juin 2023).
 (juin 2023).

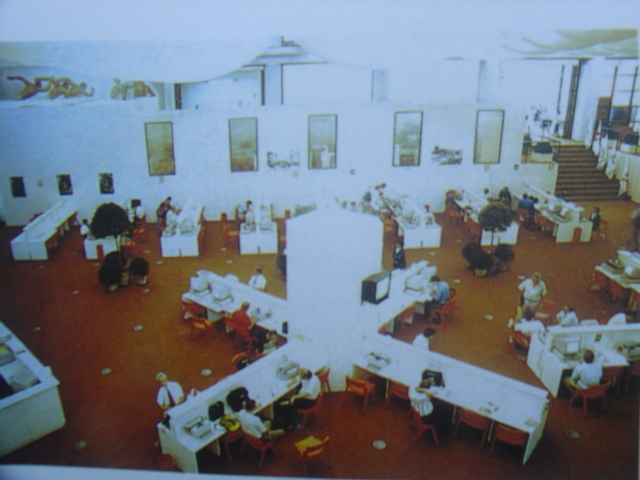
Piazza telematica de Rome pour la coupe du monde de 1990.

Le Piazza telematica (en français : Place télématique) est un terme employé pour la première fois durant la coupe du monde de football de 1990 en Italie afin de décrire les centraux informatiques établis pour les journalistes dans chacune des douze villes italiennes accueillant les tournois de qualification.
Quelques années plus tard, en novembre 1993, trois ingénieurs, trois architectes, un journaliste et un étudiant universitaire ont fondé Piazze telematiche (Places télématiques), une association à but non lucratif favorisant la planification et la réalisation d'un réseau de Piazze Telematiche, un pour chacune des 8 100 communes italiennes.
En 1997 l'Union européenne, à travers sa division XVI pour la cohésion sociale et le développement soutenable, a approuvé le placement d'un Projet Pilote Urbain (PPU) de Piazza Telematica à Naples dans le quartier de Scampia. L’ouverture au public eut lieu en décembre 2004.
Piazza Telematica est employé : 
- pour identifier de nouveaux endroits en ville équipés d’outils de NTIC, comme la Piazza telematica de Scampia ou la Piazza telematica de l'université de Rome III ;
- pour évoquer sur Internet un espace virtuel ouvert à tout citoyen pour un échange d’idées, de propositions et plus généralement de la participation à la vie sociale, culturelle et économique de la communauté, comme le Piazza Telematica de la municipalité Provaglio d'Iseo.